# Macrolepiota fuligineosquarrosa
Macrolepiota fuligineosquarrosa är en svampart som beskrevs av Malençon 1979. Macrolepiota fuligineosquarrosa ingår i släktet Macrolepiota och familjen Agaricaceae.  Artens status i Sverige är: Ej påträffad. Inga underarter finns listade i Catalogue of Life.